# Get Me (Justin Bieber)
Get Me è un brano musicale del cantante canadese Justin Bieber, pubblicato il 28 gennaio 2020 come primo singolo promozionale estratto dal quinto album in studio, Changes.
La canzone vede la partecipazione della cantante statunitense Kehlani.

## Tracce
1. Get Me (ft. Kehlani) – 3:05

## Formazione
Musicisti
- Justin Bieber – voce
- Kehlani – voce aggiuntiva
- Jun Ha Kim – basso, tastiera, chitarra

Produzione
- Vinylz – produzione
- Boi-1da – produzione
- James "Poo Bear" Boyd – produzione, produzione vocale, ingegneria acustica
- Jun Ha Kim – produzione
- Jahaan Sweet – co-produzione
- Josh Gudwin – produzione vocale, missaggio
- Chris "Tek" O'Ryan – ingegneria acustica
- Mark Parsift – registrazione voce Kehlani

## Classifiche
| Classifica (2020) | Posizione massima |
| ----------------- | ----------------- |
| Australia         | 61                |
| Canada            | 48                |
| Grecia            | 43                |
| Irlanda           | 58                |
| Lituania          | 41                |
| Paesi Bassi       | 75                |
| Portogallo        | 85                |
| Regno Unito       | 61                |
| Slovacchia        | 78                |
| Stati Uniti       | 93                |
| Svezia            | 80                |
| Svizzera          | 88                |